# サーターラー包囲戦
サーターラー包囲戦（サーターラーほういせん、英語：Siege of Satara）は、1699年12月8日から1700年4月21日にかけてインドのサーターラーにおいて、ムガル帝国とマラーター王国との間に行われた戦い。

## 戦闘に至る経緯と包囲戦
1698年1月、ムガル帝国の皇帝アウラングゼーブは8年にわたる戦いの末にマラーター王国のシェンジを落とした（シェンジ包囲戦）。だが、難を逃れたマラーター王ラージャーラームはサーターラーに逃げ、この地を王都とした。
そのため、アウラングゼーブはサーターラーへ軍勢を進め、1699年12月8日にサーターラーを包囲した。とはいえ、ラージャーラームはシンハガドへ逃げいていた。
1707年3月3日、ラージャーラームがシンハガドで死亡した。後を継いだのは幼少の息子シヴァージー2世であった。
また、同年4月13日にこの包囲戦に参加していた元ビジャープル王国の君主シカンダル・アーディル・シャーが帝国の陣営で死亡している。
4月21日、サーターラーはムガル帝国の攻撃の前に陥落した。